# 珠晖塔
26°56′41.69″N 112°40′11.511″E / 26.9449139°N 112.66986417°E
珠晖塔，为衡州三塔之一，位于湖南省衡阳市珠晖区茶山坳镇藕塘村拜亭山。珠晖区的名称即来源自珠晖塔。

## 历史沿革
1895年，珠晖塔由安徽巡抚王之春和盐运使程商霖倡建。1897年，珠晖塔建成。
文革中，珠晖塔遭破坏，两块修建碑被毁。
如今珠晖塔已有多处破损，需要修缮。
2019年，珠晖塔被列为湖南省文物保护单位。

## 名称来源
珠晖的来源有两种说法：
一、可能来自南朝梁诗人吴均《秋念》中的诗句“团团珠晖转，炤炤汉阴移”，“珠晖”是比喻月光。
二、珠晖塔所处地势较高，塔顶的葫芦宝瓶采天地之精气，如珠玉之生晖。

## 景观
参见：衡阳都市报道《美丽衡阳行：珠晖古塔矗立湘江 独领百年风骚 （页面存档备份，存于）》
珠晖塔西隔湘江与来雁塔对峙，互为掎角，以镇水口。
珠晖塔为砖石结构，共有七层八棱，石阶旋梯，总高10丈5尺。
珠晖塔的正门朝向西南方，上方挂着楷书的“珠晖塔”汉白玉横额，两边挂着汉白玉雕刻楷书的“高峙船山远绵学脉，流回耒水广助文澜”对联。
珠晖塔的二三四层正门亦有匾额和对联，均为王之春手笔。

塔基四周刻有飞禽走兽图形，塔内拱门嵌有石刻碑文，为江苏学政王先谦撰写、宁夏知府黄自文手书，原为6块，现存4块。
- 珠晖塔全景
- 珠晖塔下拍摄的珠晖塔
- 珠晖塔匾额
- 珠晖塔文物保护单位标示
- 珠晖塔的内部
- 珠晖塔的阶梯
- 珠晖塔塔上长的植物
- 从珠晖塔内看湘江
- 珠晖塔旁的百年香樟树和珠晖旅游商店
- 百年香樟树的标示
- 已废弃的珠晖旅游商店
- 珠晖塔旁的佛寺

## 人文

### 舞蹈
珠晖区和平乡群众将王之春主持兴建珠晖塔一事，创作成史诗舞蹈《湘水塔韵》，参与湖南省2014“欢乐潇湘”大型群众文艺汇演。

## 脚注
1. 1 2 3 4 5  万, 里. . 湖南人民出版社. 2006年: 336. ISBN 9787543842366.
2. ↑  中国政府网. .   [2017年1月27日]. （原始内容存档于2017年2月21日）.
3. 1 2 3  郭, 建衡. . 红网. 2016年11月15日. （原始内容存档于2017年3月1日）.
4. ↑  邓, 三喜. . 衡阳广电网. 2013年5月5日. （原始内容存档于2017年3月1日）.
5. ↑   (XLSX). 湖南省文物局. 2021-12-31.
6. 1 2 3  . 博雅旅游网.   [2017年1月27日]. （原始内容存档于2017年2月22日）.
7. ↑  唐, 兰荣. . 红网珠晖站. 2014年9月11日. （原始内容存档于2017年2月21日）.